# Mihály Szeróvay
Mihály Szeróvay, conegut com a "Misi", (nascut el 14 de maig 1982) és un futbolista hongarès que jugà en l'equip JJK Jyväskylä de la Veikkausliiga finlandesa.
Misi va arribar a Finlàndia a la tardor de 2007 quan va decidir iniciar nous estudis a aquest país i es va unir a l'equip de JJK que pertany a la vegada Veikkausliiga, la lliga finlandesa. La temporada 2008 va ser imprescindible per a l'equip JJK. L'equip va arribar per primera vegada al capdamunt de la lliga finlandesa, aconseguint un ascens a la primera divisió finlandesa. Els seus anteriors clubs van ser el BFC, Ferencvárosi TC, el Erzsébeti SMTK, BKV Elore, el club espanyol, que milita en la Primera Regional Valenciana, l'Atlètic Vallbonense i el finlandès JJK Jyväskylä.